# Atentado de Estambul de 2017
El atentado de Estambul de 2017 fue un tiroteo ocurrido en una discoteca en el distrito de Beşiktaş de Estambul, Turquía, el 1 de enero de 2017. El ataque ocurrió a las 01:15 FET (UTC+3) en el club Reina en Ortaköy, un selecto local frecuentado por la clase alta y extranjeros, donde cientos de personas estaban celebrando el Año Nuevo. Al menos 39 personas murieron y al menos 70 resultaron heridas en el incidente. El presunto tirador, Abdulkadir Masharipov, fue arrestado el 17 de enero de 2017.

## Antecedentes
El ataque se produjo durante un período de extensión de medidas de seguridad en la ciudad, con 17 000 policías de servicio, después de varios ataques terroristas en los últimos meses, como el atentado del Aeropuerto Internacional Atatürk de Estambul el 28 de junio de 2016 que mató a 48 personas, y un atentado con bomba en la Arena Vodafone el 10 de diciembre de 2016 que mató a 44.
Según el dueño de Reina, las medidas de seguridad en el club nocturno habían aumentado durante los diez días anteriores después de que los oficiales de inteligencia estadounidenses advirtieran sobre un ataque durante las vacaciones. La embajada estadounidense luego negó que tuviera información previa, desestimando tales afirmaciones como «rumores en las redes sociales».

## Ataque

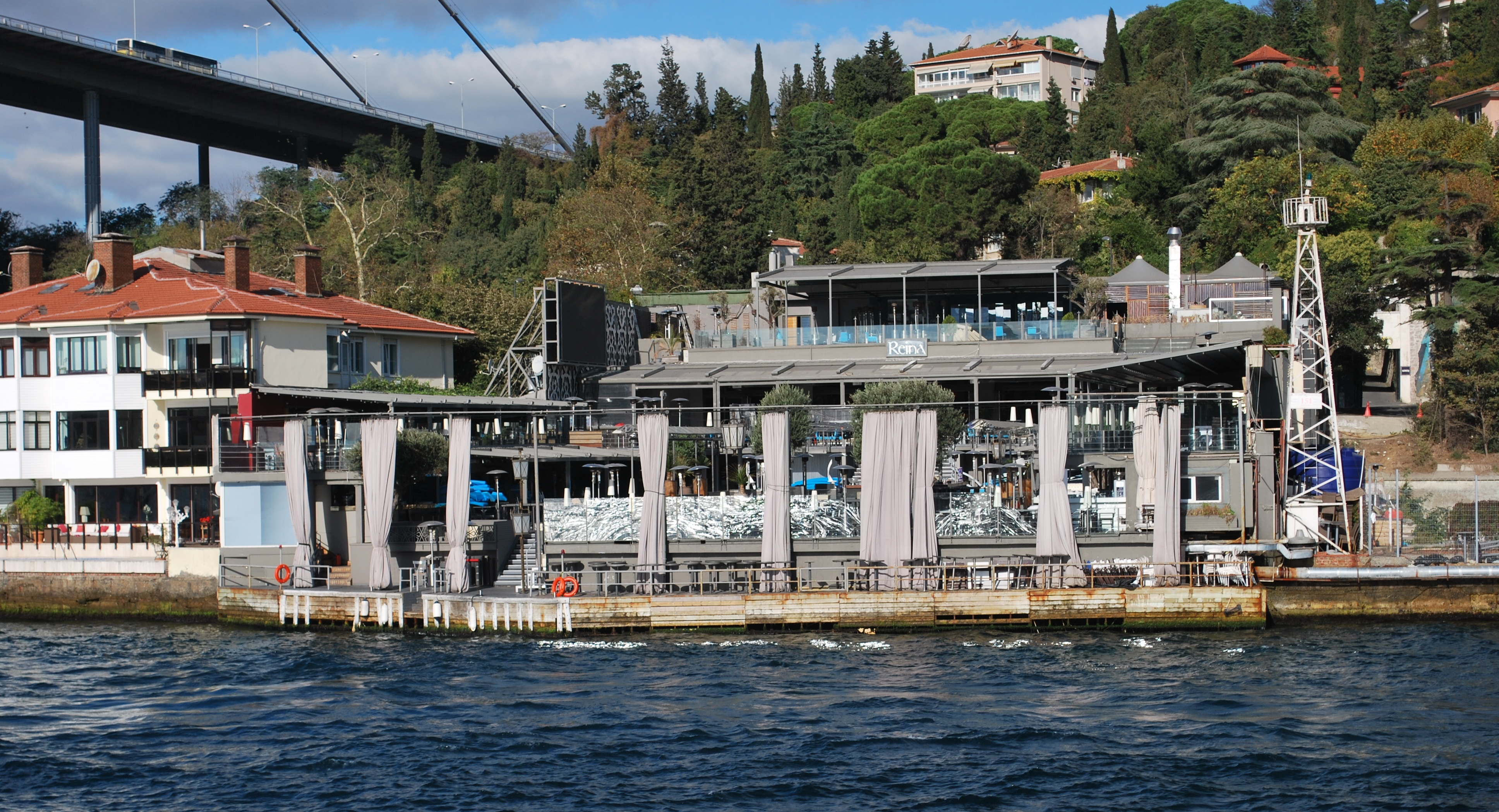
El club Reina en Estambul en 2012.

Un hombre armado abrió fuego en la discoteca a las 1:15. Según informes, llevaba un rifle AK-47 y, después de matar a un oficial de policía y a un transeúnte en la entrada, entró disparando. El agresor habría hablado en árabe mientras el ataque estaba ocurriendo, y gritó la frase árabe «Al·lahu-àkbar» durante el ataque. Según los informes, disparó más de 180 balas durante los siete minutos de ataque, y utilizó granadas aturdidoras para ayudar en la recarga. Después del ataque, fue a la cocina a cambiarse de ropa y escapar mezclándose con la multitud.
Aunque los testimonios de los testigos oculares reportados por los medios de comunicación turcos describieron hasta tres atacantes, la policía insiste en que solo están a la búsqueda de uno. La policía entró en el edificio, pero las autoridades turcas afirman que el atacante sigue en libertad, con una persecución en curso. Las autoridades habían afirmado anteriormente que un hombre armado entró en el club nocturno y más tarde fue asesinado por la policía. El atacante dejó el arma en la escena.
En el momento del ataque, cerca de 600 personas estaban en la discoteca para celebrar el Año Nuevo. 39 personas murieron, incluyendo un policía de servicio en la entrada del club. Al menos otras 70 resultaron heridas. Un número de personas saltó a las aguas del Bósforo para escapar del ataque. Después de esto, la policía montó un cordón alrededor del club nocturno.

## Consecuencias
El gobierno turco ordenó un apagón temporal de los medios de comunicación, citando preocupaciones por la seguridad y el orden público.
En respuesta al ataque, el Ejército turco realizó ataques contra objetivos del Estado Islámico en la ciudad siria de al-Bab. Se afirma que 22 personas murieron en las redadas.

## Perpetrador
El 8 de enero, el vice primer ministro Veysi Kaynak dijo que encontraron e identificaron al agresor.
El Estado Islámico se adjudicó oficialmente responsabilidad y publicó una declaración afirmando que el atacante era un soldado del EI que había «golpeado uno de los clubes nocturnos más famosos donde los cristianos celebran sus fiestas apóstatas». El EI también tomó el paso inusual de reclamar responsabilidad directa, diciendo en una declaración que el ataque fue llevado a cabo «en la continuación de las benditas operaciones que el Estado Islámico está realizando contra Turquía, el protector de la cruz», y acusó a Turquía de matar a musulmanes a través de «ataques aéreos y ataques de mortero» en Siria. La declaración no especifica si el ataque fue organizado directamente por el EI, o si el grupo simplemente había inspirado al tirador.
Fuentes de seguridad dijeron a Reuters que el tirador «tiene experiencia en combate» y que «podría haber estado peleando en Siria por años» en nombre del EI. Hürriyet señaló que varios especialistas que examinaron las imágenes alegaron que el tirador estaba entrenado profesionalmente sobre cómo usar su arma, con el experto en antiterrorismo Abdullah Ağar diciendo que «El atacante es determinado, fiel, práctico, de sangre fría, experto y sabe cómo obtener resultados. Probablemente disparó estas balas antes en zonas de combate reales. No dudó en disparar contra personas inocentes. Es absolutamente un asesino y lo más probable es que disparó a los humanos antes». Veysi Kaynak dijo que era un «miembro especialmente entrenado de una célula (terrorista)».
Habertürk dijo que las investigaciones policiales revelaron que las investigaciones de la policía turca mostraron que el hombre armado entró en Turquía desde Siria en noviembre de 2016, y fue a Konya con su esposa y sus dos hijos.
El 2 de enero, la policía turca arrestó a ocho personas en relación con el ataque; el tirador no estaba entre ellos. La policía dijo que creía que el ataque fue llevado a cabo por la misma célula del EI que atentó contra el Aeropuerto Internacional Atatürk en junio de 2016.
El 4 de enero, la agencia de noticias turca Anadolu anunció que un cinturón para municiones, un instrumento de visión nocturna y una mira telescópica fueron identificados y confiscados en los allanamientos policiales. Pasaportes falsos, teléfonos móviles y un dispositivo GPS también fueron encontrados.
El 13 de enero, dos ciudadanos chinos étnicos uigures fueron arrestados por posible relación con el atacante.
El vice primer ministro de Turquía ha dicho que existe la posibilidad de que haya un servicio de inteligencia involucrado y que se trata de un ataque profesional organizado.

### Identificación y detención
Un día después del ataque, medios de comunicación turcos dijeron que las autoridades turcas creen que el atacante es de Uzbekistán o Kirguistán. Informes iniciales habían sugerido que era de Sinkiang.
El 3 de enero, se alegó que el hombre acusado del ataque era de Kirguistán. Ese mismo día, medios de comunicación turcos lanzaron un video de autofoto del presunto tirador en la Plaza Taksim en Estambul. El video fue tomado por una cuenta de Telegram pro-EI.
En total, 16 personas han sido sospechosas en relación con el ataque. El 4 de enero, se reveló que viven en los distritos de Bornova y Buca en Esmirna, y once son mujeres.
El ministro de Relaciones Exteriores Mevlüt Çavuşoğlu declaró el 4 de enero que el tirador había sido identificado. Según el vice primer ministro Veysi Kaynak, lo más probable es que perteneciera al grupo étnico turco uigur.
El 9 de enero de 2017, la policía turca identificó al pistolero sospechoso como un nacional uzbeco llamado Abdulkadir Masharipov, que también lleva el nombre de Abu Muhammed Horasani. Masharipov fue visto en la estación del metro de Kirazlı-Bağcılar, que suspendió los servicios durante algún tiempo mientras una búsqueda por el pistolero fue emprendida.
Masharipov fue arrestado el 16 de enero en el apartamento de un amigo kirguís en el distrito de Esenyurt de Estambul. Armas de fuego, municiones, dos drones y unos 200 000 dólares se encontraron en el apartamento.
Masharipov tenía 34 años en el momento del ataque y se cree que fue entrenado como un militante en Afganistán y Pakistán antes de entrar ilegalmente a Turquía a través de la frontera iraní en enero de 2016. Se cree que Masharipov se ha entrenado con Al Qaeda en Irak, el grupo que se transformó en el EI y que había pasado la mayor parte de su tiempo en Turquía en la ciudad de Konya antes de llegar a Estambul el 16 de diciembre de 2016. En una entrevista con la policía, Masharipov declaró que fue inicialmente dirigido por el EI para organizar un ataque en la Plaza Taksim, pero abandonó el plan tras realizar una vigilancia de la zona y concluyó que había demasiada seguridad. Después, Masharipov pasó por el Reina y decidió que sería un buen blanco para atacar debido a una falta de seguridad.

## El club Reina
El club Reina es uno de los locales favoritos de la jet set turca y de gente acomodada dispuestos a ir de fiesta, que sobrevive a la creciente islamización de la ciudad. Está localizado en la parte europea de la ciudad, a orillas del Bósforo.
Fue inaugurado en 2002 y es también accesible por barco directamente desde el estrecho. El club incluye varios restaurantes, pistas de baile y un bar central. Su terraza está situada debajo de uno de los tres puentes que atraviesan el estrecho. La discoteca en los últimos años se había convertido también en un lugar de encuentro para empresarios, estrellas de equipos de fútbol de Estambul y actores protagonistas de las telenovelas más seguidas en Turquía.

## Víctimas
Entre las víctimas se encontraban personas de 17 países:
| Nacionalidad      | Muertos     | Heridos | Ref.                 |
| ----------------- | ----------- | ------- | -------------------- |
| Turquía           | Desconocido |         |                      |
| Arabia Saudita    | 7           | 9       | [ 48 ]               |
| Irak              | 4           | 0       | [ 49 ]               |
| Líbano            | 3           | 7       | [ 50 ]               |
| Jordania          | 2           | 4       | [ 51 ]               |
| Marruecos         | 2           | 4       | [ 51 ] [ 52 ]        |
| India             | 2           | 0       | [ 51 ] [ 53 ]        |
| Kuwait            | 1           | 5       | [ 51 ] [ 48 ] [ 54 ] |
| Alemania- Turquía | 1           | 0       | [ 55 ]               |
| Libia             | 1           | 3       |                      |
| Israel            | 1           | 1       | [ 56 ] [ 57 ] [ 58 ] |
| Bélgica- Turquía  | 1           | 0       | [ 59 ]               |
| Túnez             | 1           | 0       | [ 60 ]               |
| Túnez- Francia    | 1           | 0       | [ 61 ]               |
| Canadá            | 1           | 0       | [ 51 ] [ 49 ]        |
| Siria             | 1           | 0       | [ 51 ] [ 49 ]        |
| Rusia             | 1           | 0       | [ 51 ] [ 62 ]        |
| Francia           | 0           | 3       | [ 63 ]               |
| Alemania          | 0           | 3       | [ 55 ]               |
| Azerbaiyán        | 0           | 2       | [ 64 ]               |
| Bulgaria          | 0           | 1       | [ 65 ]               |
| Estados Unidos    | 0           | 1       |                      |
| Desconocido       | 9           | 27      |                      |
| Total             | 39          | 70      | [ 66 ]               |

## Reacciones

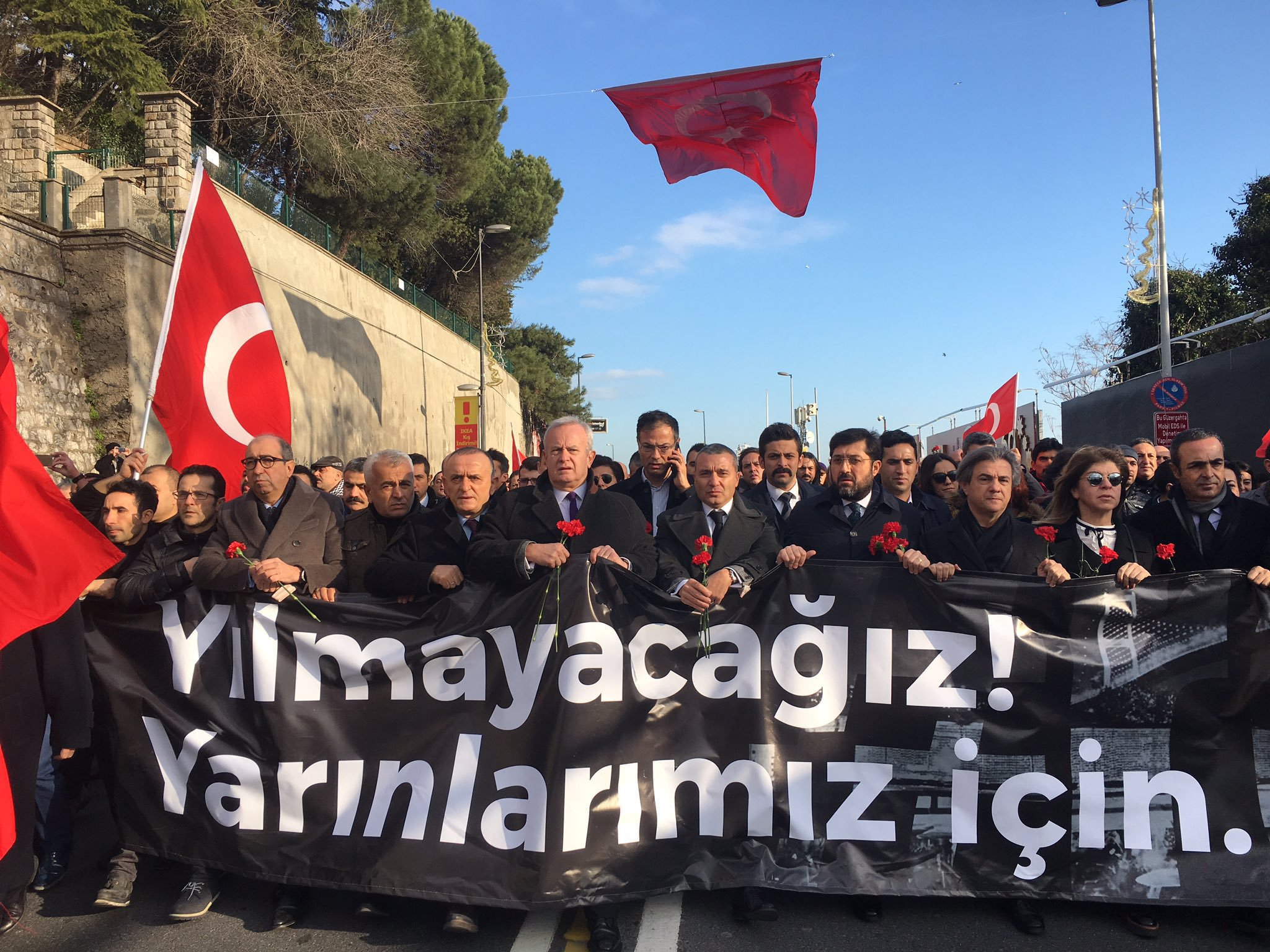
Marcha pacífica hecha posteriormente del atentado en apoyo a las víctimas

Vasip Şahin, gobernador de Estambul, describió el ataque como un «violento y cruel acto de terror» y dijo que el atacante había usado un «arma de largo alcance» para disparar «brutal y salvajemente» a la gente, refiriéndose a un tipo de fusil de asalto.
El presidente de Turquía, Recep Tayyip Erdoğan, condenó el ataque y ofreció condolencias en favor de los que perdieron la vida, incluidas las víctimas de otros países.
Muchos líderes y funcionarios mundiales condenaron el ataque, ofreciendo condolencias.